# Ammophila asiatica
Ammophila asiatica är en biart som beskrevs av Kazuhiko Tsuneki 1971. Ammophila asiatica ingår i släktet Ammophila och familjen grävsteklar. Inga underarter finns listade i Catalogue of Life.